# تتويج نابليون (لوحة)
تتويج نابليون لوحة تم الانتهاء من رسمها في سنة 1807 من قبل الرسام جاك لوي دافيد، الذي كان يعد الرسام الرسمي لنابليون. أبعاد اللوحة تعتبر مهيبة، حيث يبلغ طولها عشرة أمتار ويبلغ عرضها ستة أمتار. تصوّر اللوحة تكليل وتتويج الإمبراطور نابليون في كاتدرائية نوتردام في باريس، وهو ما عد وسيلة من نابليون ليظهر على أنه ابن الثورة.
تم إعطاء الأمر بالبدء برسمها من قبل نابليون ومن خلال أمر شفوي في سبتمبر 1804، اسم اللوحة الرسمي هو «تكريس الإمبراطور نابليون الأول وتتويج الإمبراطورة جوزفين في كاتدرائية نوتردام في باريس في 2 ديسمبر 1804».
بدأ جاك لوي دافيد برسم اللوحة في 21 ديسمبر 1805، في الكنيسة السابقة لكلية كلوني بالقرب من السوربون. ساعده في الرسم تلميذه جورج روجيه، وانتهى جاك من وضع لمساته النهائية في نوفمبر 1807. تم خلال الفترة من 7 فبراير إلى 21 مارس 1808 عرض اللوحة في بهو عرض اللوحات السنوي. بقيت هذه اللوحة من ممتلكات دافيد حتى سنة 1819، حين تم نقلها إلى المتحف الملكي حيث تم الاحتفاظ بها هناك. في سنة 1889 تم نقل اللوحة إلى متحف اللوفر حيث تتواجد اليوم.

## الشخصيات

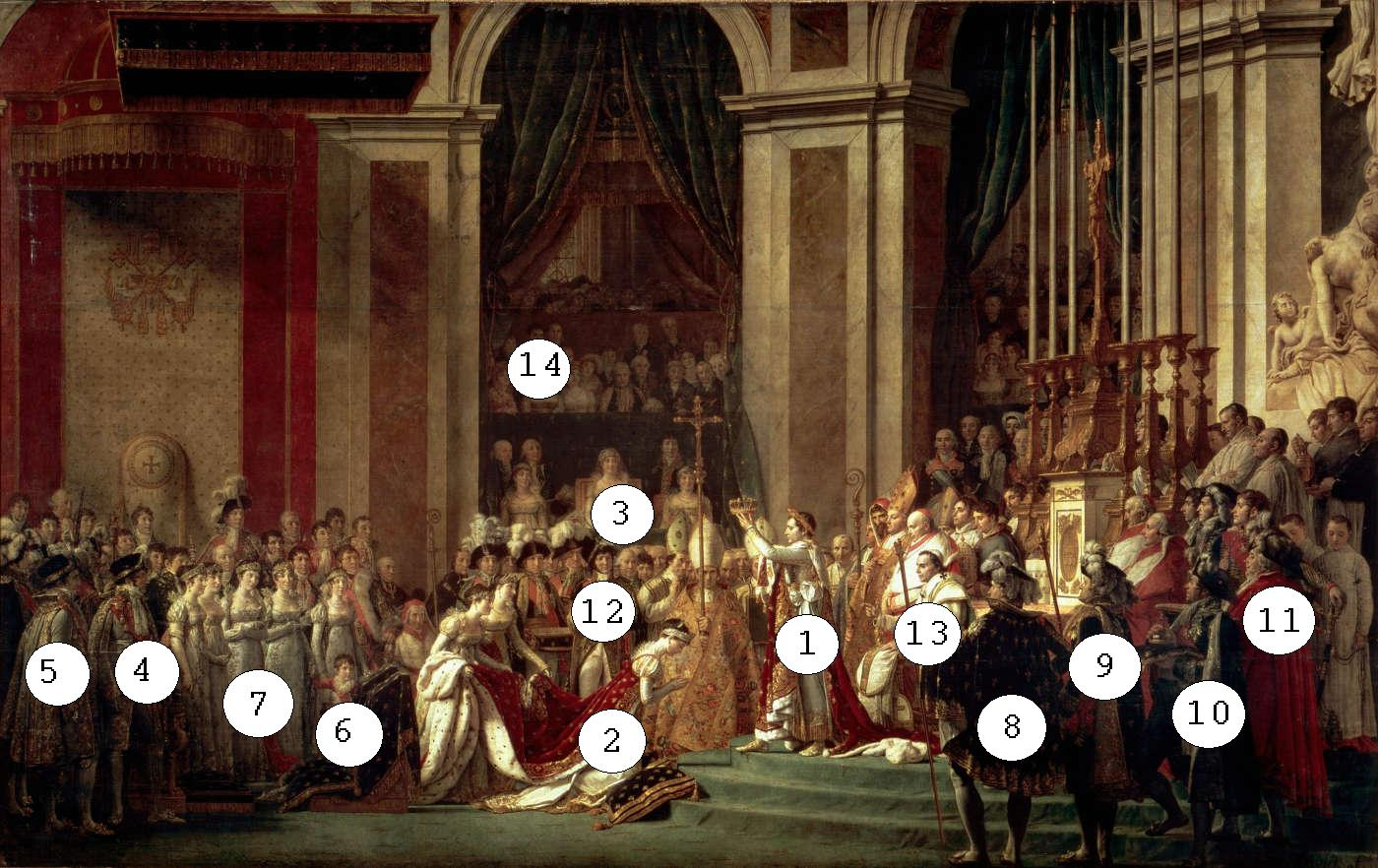
الشخصيات في اللوحة

1. نابليون الأول (1769-1821)، يقف مرتديا ثياب التتويج المماثلة لثياب الأباطرة الرومان. والبعض الآخر مجرد متفرجين سلبيين. في اللوحة الفعلية من الممكن رؤية مخطط لما تم رسمه في الأصل: نابليون يحمل التاج فوق رأسه، كما لو كان يضع على نفسه.
2. جوزفين دو بوارنيه (1763-1814)، وهى راكعة في وضع الخضوع، كما ينص على ذلك القانون المدني الفرنسي. لقد حصلت على التاج من يد زوجها وليس البابا تم تزيين ردائها بالحرير وفقا لرسوم كاريكاتورية معاصرة من قبل جان فرانسوا بوني.
3. والدة نابليون ماريا ليتيزيا رامولينو (1750-1836) في الواقع، لم تحضر المراسم احتجاجا على مشاداة نابليون مع إخوته لوسيان وچوزيف.
4. لويس بونابرت (1778-1846)، الذي حصل في بداية الإمبراطورية على لقب الشرطي الكبير، ملك هولندا، في 1806. تزوج أورتينس دي بوارنيه، ابنة جوزفين.
5. جوزيف بونابرت (1768-1844)، الذي لم يكن مدعوا ولم يحضر بسبب مشادة مع نابليون. وهذا هو السبب في أن والدته لم تحضر أيضا. بعد التتويج، حصل على لقب الأمير الإمبراطوري. ثم أصبح ملك نابولي في عام 1806 وإسبانيا في عام 1808.
6. الشاب نابليون شارل بونابرت (١٨٠٢ -١٨٠٧)، ابن لويس بونابرت وأورتينس دي بوارنيه.
7. أخوات نابليون. في النسخة الأصلية، فستان أخت (نابليون) المفضلة سيكون وردياً هذا هو التغيير الوحيد في النسخة المقلدة.
8. شارل فرانسوا ليبرون (1739-1824)، القنصل الثالث إلى جانب نابليون و كامباسير. وفي ظل الإمبراطورية الأولى، حل محل الأمير المعماري. إنه يحمل الصولجان.السفير العثماني ذو العمامة حيلات أفندي في "تتويج نابليون"

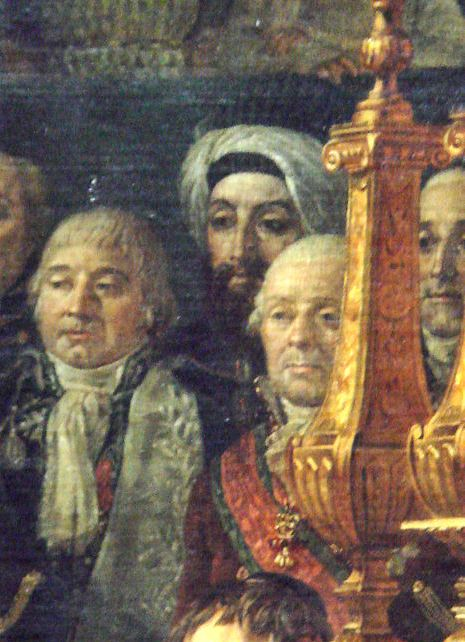
السفير العثماني ذو العمامة حيلات أفندي في "تتويج نابليون"

9. جان جاك ريجيس دي كامباسيرس (1753-1824)، رئيس مستشاري الإمبراطورية.
10. لويس ألكسندر برتييه (1753-1815)، وزير حرب في القنصلية. مارشال الإمبراطورية في عام 1805.
11. تاليران (1754-1836)، كبير تشامبرلين منذ 11 يوليو 1804.
12. يواكيم مورات (1767-1815)، مارشال الامبراطورية وملك نابولي بعد 1808، صهر نابليون وزوج كارولين بونابرت.
13. البابا بيوس السابع (1742-1823)، كان سعيدا بمباركة التتويج. فهو محاط برجال دين رفيعي المستوى، عيّنهم نابليون منذ الباكوردات. فقبِل البابا حضور التتويج لكي لا يعرِّض التوازن الجديد بين الكنيسة والدولة للخطر.
14. الرسام جاك لويس دافيد مصوَّر في المدرجات ايضا.
15. حيلات أفندي، وهو سفير عثماني، كان حاضراً أيضاً.
16. دوم رافائيل دي موناكيس، راهب يوناني -مصري وعضو في معهد مصر يصوره رجال الدين الواقفون على يمين الأسقف بلحية وقلنسوة حمراء.
17. السيدة الحاملة للثوب في الأمام، خلف جوزفين مباشرة، على الجانب الأيمن من وجهة نظر الصورة، هي إليزابيت هيلين بيير دي مونتمورينسي لافال، والدة السياسي سوستينيس الثاني دي لا روشيفوكو. لقد كانت وصيفة جوزفين

## وصلات خارجية